# Miroku Corp.
Miroku Corporation (株式会社ミロク, Kabushiki Kaisha Miroku) (OSE: 7983) é uma fabricante japonesa de armas de fogo localizada em Nankoku, Kochi. Seus produtos incluem espingardas produzidas para Browning Arms Company e fuzils licenciados pela Winchester Firearms. Nos mercados europeus, esses produtos são vendidos sob as marcas Miroku e Browning. A Charles Daly Firearms dos Estados Unidos importou espingardas Miroku de canos sobrepostos durante a década de 1960 até o início da década de 1970. Posteriormente, a Miroku encontrou uma nova saída para os modelos Browning de canos sobrepostos, explicando as similaridades dos modelos importados pela Daly com os modelos "Browning Citori Type 1". Isso também coincide com a associação da FN Herstal e da Miroku para a compra conjunta das ações da Browning em 1977.